# Milan Michálek
Milan Michálek (Jindřichův Hradec, 7 dicembre 1984) è un hockeista su ghiaccio ceco.

## Palmarès

### Mondiali
- 2 medaglie:
  - 2 bronzi (Slovacchia 2011; Finlandia/Svezia 2012)